# Elenore
Elenore är en låt av den amerikanska popgruppen the Turtles. Den kommer från albumet The Turtles Present the Battle of the Bands som utgavs 1968, och singeln blev en topp 10-hit på Billboard Hot 100 sent samma år. Den skrevs av främst Howard Kaylan, men alla fem medlemmar står som upphovsmän. Howard Kaylan har senare berättat att Elenore skrevs som en parodi på den tidigare USA-ettan "Happy Together" eftersom gruppen tröttnat på skivbolaget White Whales önskan om fler hitlåtar i samma stil som den. Skivbolagsmännen tog dock inte låten som en parodi, utan såg en hit i sikte, något de fick rätt i.
Låten fick svensk text av Stikkan Anderson, och spelades in av Hootenanny Singers sent 1968. Även Arvingarna gjorde en cover på låten på deras skiva ”Coola killar” 1992.

## Listplaceringar
| Lista (1968-1969) | Position             |
| ----------------- | -------------------- |
| Australien        | 8 (Go Set)           |
| Danmark           | 19 (DR "Top 20")     |
| Finland           | 17                   |
| Frankrike         | 49 (SNEP)            |
| Irland            | 6                    |
| Kanada            | 4                    |
| Nya Zeeland       | 1 (NZ Listner)       |
| Storbritannien    | 7                    |
| Sverige           | 13 (Kvällstoppen)    |
| Sverige           | 8 (Tio i topp)       |
| USA               | 6                    |
| USA               | 5 (Cash Box Top 100) |
| Vallonien         | 18                   |
| Västtyskland      | 32                   |